# Llista de topònims de Fontcoberta
Llista de topònims (noms propis de lloc) del municipi de Fontcoberta, al Pla de l'Estany
Informació actualitzada per un bot. Els canvis manuals es perdran quan s'actualitzi!

## arbre singular
| imatge | Nom                                 | Ubicat a    | instància de   | Detalls                                                             | coordenades                                                                | Protecció        | Commons (més fotos)                 | Dades a WD                    |
| ------ | ----------------------------------- | ----------- | -------------- | ------------------------------------------------------------------- | -------------------------------------------------------------------------- | ---------------- | ----------------------------------- | ----------------------------- |
|        | aulina Reclamadora de Puigsaguàrdia | Fontcoberta | arbre singular | Taxon: alzina (Quercus ilex) Ample: 18m Alt: 15m Perímetre: 3.52m   | 42° 08′ 19″ N, 2° 47′ 47″ E / 42.13871°N,2.79625°E ca:Mas Fares 190 msnm   | arbre monumental | Aulina Reclamadora de Puigsaguàrdia | Modifica les dades a Wikidata |
|        | aulina Reclamadora de l'Omeda       | Fontcoberta | arbre singular | Taxon: alzina (Quercus ilex) Ample: 16.9m Alt: 15m Perímetre: 3.61m | 42° 08′ 15″ N, 2° 48′ 04″ E / 42.137466°N,2.801218°E ca:Mas Fares 187 msnm | arbre monumental | Aulina Reclamadora de l'Omeda       | Modifica les dades a Wikidata |

## casa
| imatge | Nom        | Ubicat a    | instància de | Detalls                    | coordenades                                          | Protecció                                  | Commons (més fotos) | Dades a WD                    |
| ------ | ---------- | ----------- | ------------ | -------------------------- | ---------------------------------------------------- | ------------------------------------------ | ------------------- | ----------------------------- |
|        | Can Fares  | Fontcoberta | casa         | Estil: noucentisme         | 42° 08′ 03″ N, 2° 47′ 47″ E / 42.134064°N,2.796416°E | bé integrant del patrimoni cultural català |                     | Modifica les dades a Wikidata |
|        | Can Xaló   | Fontcoberta | casa         |                            | 42° 08′ 01″ N, 2° 47′ 05″ E / 42.133493°N,2.784826°E | bé integrant del patrimoni cultural català |                     | Modifica les dades a Wikidata |
|        | Casa Parer | Fontcoberta | casa         | Estil: arquitectura gòtica | 42° 08′ 03″ N, 2° 47′ 50″ E / 42.134065°N,2.797348°E | bé integrant del patrimoni cultural català |                     | Modifica les dades a Wikidata |

## entitat singular de població
| imatge | Nom               | Ubicat a    | instància de                                                                   | Detalls  | coordenades                                                                     | Protecció | Commons (més fotos) | Dades a WD                    |
| ------ | ----------------- | ----------- | ------------------------------------------------------------------------------ | -------- | ------------------------------------------------------------------------------- | --------- | ------------------- | ----------------------------- |
|        | Figueroles        | Fontcoberta | entitat singular de població                                                   | 26 hab   | 42° 08′ 03″ N, 2° 47′ 05″ E / 42.134194929837°N,2.7847002342411°E 211 msnm      |           |                     | Modifica les dades a Wikidata |
|        | Fontcoberta       | Fontcoberta | entitat singular de població ens local històric de Catalunya capital municipal | 76 hab   | 42° 08′ 34″ N, 2° 47′ 23″ E / 42.142883°N,2.789746°E 205 msnm                   |           |                     | Modifica les dades a Wikidata |
|        | Melianta          | Fontcoberta | entitat singular de població                                                   | 1283 hab | 42° 08′ 50″ N, 2° 46′ 17″ E / 42.147222222222°N,2.7714444444444°E 222 msnm      |           |                     | Modifica les dades a Wikidata |
|        | Veïnat d'en Fares | Fontcoberta | entitat singular de població                                                   | 19 hab   | 42° 08′ 00″ N, 2° 47′ 53″ E / 42.13331850154°N,2.798013083541°E 240 msnm        |           |                     | Modifica les dades a Wikidata |
|        | Vilavenut         | Fontcoberta | entitat singular de població ens local històric de Catalunya                   | 97 hab   | 42° 08′ 21″ N, 2° 49′ 14″ E / 42.13916666666667°N,2.8205555555555555°E 170 msnm |           |                     | Modifica les dades a Wikidata |

## església
| imatge | Nom                        | Ubicat a    | instància de    | Detalls                                                   | coordenades                                                         | Protecció                                  | Commons (més fotos)                   | Dades a WD                    |
| ------ | -------------------------- | ----------- | --------------- | --------------------------------------------------------- | ------------------------------------------------------------------- | ------------------------------------------ | ------------------------------------- | ----------------------------- |
|        | Mare de Déu de la Font     | Fontcoberta | església ermita | Estil: arquitectura romànica                              | 42° 08′ 47″ N, 2° 46′ 57″ E / 42.146388888889°N,2.7825°E 211 msnm   | bé integrant del patrimoni cultural català | Mare de Déu de la Font de Fontcoberta | Modifica les dades a Wikidata |
|        | Sant Antoni de Fontcoberta | Fontcoberta | església        | Estil: arquitectura popular                               | 42° 08′ 28″ N, 2° 47′ 43″ E / 42.140992°N,2.795287°E                | bé integrant del patrimoni cultural català |                                       | Modifica les dades a Wikidata |
|        | Sant Bartomeu de Torres    | Fontcoberta | església        | Estil: arquitectura romànica                              | 42° 07′ 20″ N, 2° 49′ 04″ E / 42.122085°N,2.817692°E                | bé integrant del patrimoni cultural català |                                       | Modifica les dades a Wikidata |
|        | Sant Feliu de Fontcoberta  | Fontcoberta | església        | Estil: arquitectura romànica arquitectura del Renaixement | 42° 08′ 34″ N, 2° 47′ 24″ E / 42.14286667°N,2.78996667°E            | bé integrant del patrimoni cultural català | Sant Feliu de Fontcoberta             | Modifica les dades a Wikidata |
|        | Sant Sadurní de Vilavenut  | Fontcoberta | església        |                                                           | 42° 08′ 22″ N, 2° 49′ 17″ E / 42.139473°N,2.821485°E                | bé integrant del patrimoni cultural català | Sant Sadurní de Vilavenut             | Modifica les dades a Wikidata |
|        | Santa Maria d'Espasens     | Espasens    | església        | Estil: arquitectura romànica                              | 42° 07′ 31″ N, 2° 50′ 11″ E / 42.12536°N,2.836387°E                 | bé integrant del patrimoni cultural català | Santa Caterina d'Espasens             | Modifica les dades a Wikidata |
|        | església de Melianta       | Fontcoberta | església        |                                                           | 42° 08′ 49″ N, 2° 46′ 28″ E / 42.1469250759577°N,2.77432277647724°E |                                            |                                       | Modifica les dades a Wikidata |

## granja
| imatge | Nom                   | Ubicat a    | instància de | Detalls | coordenades                                                         | Protecció | Commons (més fotos) | Dades a WD                    |
| ------ | --------------------- | ----------- | ------------ | ------- | ------------------------------------------------------------------- | --------- | ------------------- | ----------------------------- |
|        | Granges de Cal Duc    | Fontcoberta | granja       |         | 42° 07′ 43″ N, 2° 49′ 13″ E / 42.1286239002752°N,2.82014659367692°E |           |                     | Modifica les dades a Wikidata |
|        | Granges de l'Artigues | Fontcoberta | granja       |         | 42° 07′ 22″ N, 2° 48′ 14″ E / 42.122688802044°N,2.80375851175541°E  |           |                     | Modifica les dades a Wikidata |
|        | Granges de la Canova  | Fontcoberta | granja       |         | 42° 07′ 52″ N, 2° 46′ 57″ E / 42.1310894802054°N,2.78247361708951°E |           |                     | Modifica les dades a Wikidata |

## jaciment arqueològic
| imatge | Nom           | Ubicat a    | instància de         | Detalls | coordenades                                                            | Protecció                                  | Commons (més fotos) | Dades a WD                    |
| ------ | ------------- | ----------- | -------------------- | ------- | ---------------------------------------------------------------------- | ------------------------------------------ | ------------------- | ----------------------------- |
|        | Mas la Torre  | Fontcoberta | jaciment arqueològic |         | 42° 08′ 57″ N, 2° 46′ 45″ E / 42.1492777778°N,2.77911111111°E 231 msnm | bé integrant del patrimoni cultural català |                     | Modifica les dades a Wikidata |
|        | Roca Foradada | Fontcoberta | jaciment arqueològic |         | 42° 09′ 09″ N, 2° 46′ 07″ E / 42.1525964°N,2.7685181°E                 |                                            |                     | Modifica les dades a Wikidata |

## masia
| imatge | Nom                      | Ubicat a    | instància de | Detalls                                                              | coordenades                                                                           | Protecció                                  | Commons (més fotos)  | Dades a WD                    |
| ------ | ------------------------ | ----------- | ------------ | -------------------------------------------------------------------- | ------------------------------------------------------------------------------------- | ------------------------------------------ | -------------------- | ----------------------------- |
|        | Ca l'Anglada             | Fontcoberta | masia        |                                                                      | 42° 08′ 49″ N, 2° 47′ 39″ E / 42.1468995929276°N,2.79430424609794°E                   |                                            |                      | Modifica les dades a Wikidata |
|        | Ca n'Isidret             | Fontcoberta | masia        |                                                                      | 42° 07′ 41″ N, 2° 47′ 15″ E / 42.1280639562433°N,2.78762604572563°E                   |                                            |                      | Modifica les dades a Wikidata |
|        | Cal Cucut                | Fontcoberta | masia        |                                                                      | 42° 08′ 35″ N, 2° 48′ 29″ E / 42.142942653843°N,2.80810104958864°E                    |                                            |                      | Modifica les dades a Wikidata |
|        | Cal Didot                | Fontcoberta | masia        |                                                                      | 42° 08′ 59″ N, 2° 46′ 06″ E / 42.1497322492389°N,2.7683822716239°E                    |                                            |                      | Modifica les dades a Wikidata |
|        | Cal Duc                  | Fontcoberta | masia        |                                                                      | 42° 07′ 48″ N, 2° 49′ 17″ E / 42.1300036407406°N,2.82126793278321°E                   |                                            |                      | Modifica les dades a Wikidata |
|        | Cal Ferrer               | Fontcoberta | masia        |                                                                      | 42° 08′ 23″ N, 2° 49′ 14″ E / 42.139675487795°N,2.82057516947272°E                    |                                            |                      | Modifica les dades a Wikidata |
|        | Cal Fuster               | Fontcoberta | masia        |                                                                      | 42° 08′ 22″ N, 2° 49′ 16″ E / 42.139307245223°N,2.8212296710652°E                     |                                            |                      | Modifica les dades a Wikidata |
|        | Cal Geroni               | Fontcoberta | masia        |                                                                      | 42° 08′ 22″ N, 2° 49′ 21″ E / 42.139561509505°N,2.82257218876919°E                    |                                            |                      | Modifica les dades a Wikidata |
|        | Cal Marroc               | Fontcoberta | masia        |                                                                      | 42° 07′ 31″ N, 2° 48′ 48″ E / 42.1253616641539°N,2.81332017163863°E                   |                                            |                      | Modifica les dades a Wikidata |
|        | Cal Paleta               | Fontcoberta | masia        |                                                                      | 42° 08′ 21″ N, 2° 49′ 08″ E / 42.1391953720332°N,2.81880976026751°E                   |                                            |                      | Modifica les dades a Wikidata |
|        | Cal Petit                | Fontcoberta | masia        |                                                                      | 42° 08′ 25″ N, 2° 49′ 19″ E / 42.1401727635358°N,2.82180809959047°E                   |                                            |                      | Modifica les dades a Wikidata |
|        | Cal Rei                  | Fontcoberta | masia        |                                                                      | 42° 08′ 52″ N, 2° 49′ 17″ E / 42.1477015849011°N,2.82144810994202°E                   |                                            |                      | Modifica les dades a Wikidata |
|        | Cal Sabí                 | Fontcoberta | masia        |                                                                      | 42° 08′ 21″ N, 2° 49′ 20″ E / 42.1392727800998°N,2.82223416280747°E                   |                                            |                      | Modifica les dades a Wikidata |
|        | Cal Sastre               | Fontcoberta | masia        |                                                                      | 42° 08′ 38″ N, 2° 48′ 57″ E / 42.1439639846848°N,2.81579485955537°E                   |                                            |                      | Modifica les dades a Wikidata |
|        | Cal Serrat               | Fontcoberta | masia        |                                                                      | 42° 08′ 20″ N, 2° 49′ 12″ E / 42.1388279000954°N,2.81994830723298°E                   |                                            |                      | Modifica les dades a Wikidata |
|        | Cal Serret               | Fontcoberta | masia        |                                                                      | 42° 08′ 29″ N, 2° 49′ 22″ E / 42.141417333373°N,2.82289374961069°E                    |                                            |                      | Modifica les dades a Wikidata |
|        | Can Bronze               | Fontcoberta | masia        |                                                                      | 42° 08′ 22″ N, 2° 46′ 29″ E / 42.1393331798046°N,2.77459175850003°E                   |                                            |                      | Modifica les dades a Wikidata |
|        | Can Calau                | Fontcoberta | masia        |                                                                      | 42° 08′ 12″ N, 2° 46′ 39″ E / 42.1366097034306°N,2.77739666265264°E                   |                                            |                      | Modifica les dades a Wikidata |
|        | Can Cleda                | Fontcoberta | masia        |                                                                      | 42° 08′ 31″ N, 2° 49′ 43″ E / 42.1419485058198°N,2.82868896062099°E                   |                                            |                      | Modifica les dades a Wikidata |
|        | Can Comes                | Fontcoberta | masia        |                                                                      | 42° 07′ 34″ N, 2° 48′ 42″ E / 42.1262414458079°N,2.81157538155615°E                   |                                            |                      | Modifica les dades a Wikidata |
|        | Can Cosme                | Fontcoberta | masia        |                                                                      | 42° 08′ 22″ N, 2° 50′ 04″ E / 42.1394982995346°N,2.83451623538212°E                   |                                            |                      | Modifica les dades a Wikidata |
|        | Can Costa                | Fontcoberta | masia        |                                                                      | 42° 08′ 48″ N, 2° 47′ 23″ E / 42.1467919860882°N,2.7895966939591°E                    |                                            |                      | Modifica les dades a Wikidata |
|        | Can Donall               | Fontcoberta | masia        |                                                                      | 42° 07′ 39″ N, 2° 49′ 38″ E / 42.1275901037637°N,2.82727578097644°E                   |                                            |                      | Modifica les dades a Wikidata |
|        | Can Fornells             | Fontcoberta | masia        |                                                                      | 42° 07′ 36″ N, 2° 49′ 29″ E / 42.1267307699597°N,2.8248220679721°E                    |                                            |                      | Modifica les dades a Wikidata |
|        | Can Frigola              | Fontcoberta | masia        |                                                                      | 42° 08′ 23″ N, 2° 49′ 16″ E / 42.139614°N,2.821164°E                                  |                                            |                      | Modifica les dades a Wikidata |
|        | Can Garriga              | Fontcoberta | masia        |                                                                      | 42° 08′ 39″ N, 2° 47′ 51″ E / 42.1442932547393°N,2.79741081953849°E                   |                                            |                      | Modifica les dades a Wikidata |
|        | Can Gelada               | Fontcoberta | masia        |                                                                      | 42° 08′ 04″ N, 2° 47′ 03″ E / 42.134316°N,2.784158°E                                  | bé integrant del patrimoni cultural català |                      | Modifica les dades a Wikidata |
|        | Can Gifré                | Fontcoberta | masia        |                                                                      | 42° 08′ 22″ N, 2° 48′ 51″ E / 42.1395483527537°N,2.81425870492636°E                   |                                            |                      | Modifica les dades a Wikidata |
|        | Can Ginebreda            | Fontcoberta | masia        |                                                                      | 42° 08′ 08″ N, 2° 49′ 22″ E / 42.1355811632857°N,2.82289791073523°E                   |                                            |                      | Modifica les dades a Wikidata |
|        | Can Ginebreda d'Espasens | Fontcoberta | masia        | Estil: arquitectura popular                                          | 42° 07′ 34″ N, 2° 50′ 12″ E / 42.126111°N,2.836644°E                                  | bé integrant del patrimoni cultural català |                      | Modifica les dades a Wikidata |
|        | Can Grau                 | Fontcoberta | masia        |                                                                      | 42° 08′ 27″ N, 2° 46′ 46″ E / 42.1407294763362°N,2.77937896712155°E                   |                                            |                      | Modifica les dades a Wikidata |
|        | Can Gustí de Palol       | Fontcoberta | masia        |                                                                      | 42° 07′ 21″ N, 2° 50′ 03″ E / 42.1225746880051°N,2.83418524348456°E                   |                                            |                      | Modifica les dades a Wikidata |
|        | Can Jan Benejam          | Fontcoberta | masia        | Estil: arquitectura gòtica arquitectura del Renaixement 12nd century | 42° 08′ 54″ N, 2° 46′ 47″ E / 42.148286°N,2.779729°E ca:La Farrès 241 msnm            | bé cultural d'interès local                | Can Jan de la Farrès | Modifica les dades a Wikidata |
|        | Can Jaques               | Fontcoberta | masia        |                                                                      | 42° 07′ 50″ N, 2° 49′ 33″ E / 42.130541923907°N,2.8257553267408°E                     |                                            |                      | Modifica les dades a Wikidata |
|        | Can Marroc               | Fontcoberta | masia        |                                                                      | 42° 07′ 32″ N, 2° 48′ 45″ E / 42.1256935208179°N,2.81247229839593°E                   |                                            |                      | Modifica les dades a Wikidata |
|        | Can Mas                  | Fontcoberta | masia        |                                                                      | 42° 08′ 23″ N, 2° 47′ 00″ E / 42.1398093823901°N,2.78335136820527°E                   |                                            |                      | Modifica les dades a Wikidata |
|        | Can Masó                 | Fontcoberta | masia        |                                                                      | 42° 08′ 02″ N, 2° 49′ 24″ E / 42.1340235204513°N,2.82320475391371°E                   |                                            |                      | Modifica les dades a Wikidata |
|        | Can Moixinau             | Fontcoberta | masia        |                                                                      | 42° 07′ 35″ N, 2° 50′ 11″ E / 42.1264866240913°N,2.83636490906685°E                   |                                            |                      | Modifica les dades a Wikidata |
|        | Can Noguer               | Fontcoberta | masia        |                                                                      | 42° 08′ 18″ N, 2° 48′ 51″ E / 42.1383685141617°N,2.814262152826°E                     |                                            |                      | Modifica les dades a Wikidata |
|        | Can Pelador              | Fontcoberta | masia        |                                                                      | 42° 08′ 21″ N, 2° 46′ 43″ E / 42.139178676992°N,2.77850096848567°E                    |                                            |                      | Modifica les dades a Wikidata |
|        | Can Planesses            | Fontcoberta | masia        |                                                                      | 42° 08′ 08″ N, 2° 49′ 54″ E / 42.1356214766259°N,2.83173112503003°E                   |                                            |                      | Modifica les dades a Wikidata |
|        | Can Prat                 | Fontcoberta | masia        |                                                                      | 42° 07′ 10″ N, 2° 48′ 23″ E / 42.1194508260935°N,2.80632104755494°E                   |                                            |                      | Modifica les dades a Wikidata |
|        | Can Pujol                | Fontcoberta | masia        |                                                                      | 42° 08′ 31″ N, 2° 47′ 25″ E / 42.1420106622306°N,2.79019340423144°E                   |                                            |                      | Modifica les dades a Wikidata |
|        | Can Rafa                 | Fontcoberta | masia        |                                                                      | 42° 07′ 57″ N, 2° 50′ 43″ E / 42.1326052557375°N,2.84519416870304°E                   |                                            |                      | Modifica les dades a Wikidata |
|        | Can Salvatella           | Fontcoberta | masia        |                                                                      | 42° 08′ 57″ N, 2° 47′ 10″ E / 42.1490644241719°N,2.78624873952947°E                   |                                            |                      | Modifica les dades a Wikidata |
|        | Can Seraia               | Fontcoberta | masia        |                                                                      | 42° 08′ 13″ N, 2° 46′ 30″ E / 42.136878247433°N,2.7750106905888°E                     |                                            |                      | Modifica les dades a Wikidata |
|        | Can Terrers              | Fontcoberta | masia        |                                                                      | 42° 08′ 22″ N, 2° 49′ 09″ E / 42.1394663465445°N,2.81930513610269°E                   |                                            |                      | Modifica les dades a Wikidata |
|        | Can Xerric               | Fontcoberta | masia        |                                                                      | 42° 08′ 18″ N, 2° 49′ 12″ E / 42.1382246228287°N,2.82004682373732°E                   |                                            |                      | Modifica les dades a Wikidata |
|        | Casa Nova de Baix        | Fontcoberta | masia        |                                                                      | 42° 08′ 42″ N, 2° 46′ 23″ E / 42.1450943487415°N,2.77309484918417°E                   |                                            |                      | Modifica les dades a Wikidata |
|        | Farga                    | Fontcoberta | masia        |                                                                      | 42° 08′ 18″ N, 2° 48′ 29″ E / 42.1383584794169°N,2.80816329458962°E                   |                                            |                      | Modifica les dades a Wikidata |
|        | Mas Freixenet            | Fontcoberta | masia        |                                                                      | 42° 07′ 05″ N, 2° 48′ 31″ E / 42.1181848364825°N,2.80865964833888°E                   |                                            |                      | Modifica les dades a Wikidata |
|        | Mas Oriol                | Fontcoberta | masia        | Estil: arquitectura popular                                          | 42° 07′ 39″ N, 2° 47′ 42″ E / 42.127414°N,2.794895°E                                  | bé integrant del patrimoni cultural català |                      | Modifica les dades a Wikidata |
|        | Mas Pagès                | Fontcoberta | masia        |                                                                      | 42° 08′ 39″ N, 2° 47′ 34″ E / 42.1442037447576°N,2.79267919192103°E                   |                                            |                      | Modifica les dades a Wikidata |
|        | Mas Pere                 | Fontcoberta | masia        |                                                                      | 42° 07′ 21″ N, 2° 48′ 54″ E / 42.1225905842217°N,2.81511880530747°E                   |                                            |                      | Modifica les dades a Wikidata |
|        | Mas Pla                  | Fontcoberta | masia        |                                                                      | 42° 07′ 59″ N, 2° 50′ 38″ E / 42.133152910084°N,2.84391023735966°E                    |                                            |                      | Modifica les dades a Wikidata |
|        | Mas Ros                  | Fontcoberta | masia        |                                                                      | 42° 07′ 49″ N, 2° 48′ 21″ E / 42.130266554007°N,2.80570733024117°E                    |                                            |                      | Modifica les dades a Wikidata |
|        | Mas Serra                | Fontcoberta | masia        |                                                                      | 42° 07′ 28″ N, 2° 50′ 38″ E / 42.124383885176°N,2.844014601961°E                      |                                            |                      | Modifica les dades a Wikidata |
|        | Mas Ventós               | Fontcoberta | masia        |                                                                      | 42° 08′ 38″ N, 2° 49′ 00″ E / 42.1438574388568°N,2.81675122757186°E                   |                                            |                      | Modifica les dades a Wikidata |
|        | Torre Borela             | Fontcoberta | masia        |                                                                      | 42° 08′ 50″ N, 2° 46′ 49″ E / 42.147278°N,2.780277°E                                  | bé integrant del patrimoni cultural català |                      | Modifica les dades a Wikidata |
|        | Torre de Figueroles      | Fontcoberta | masia        | Estil: arquitectura gòtica arquitectura popular 17th century         | 42° 08′ 07″ N, 2° 47′ 03″ E / 42.135149°N,2.784034°E ca:Veïnat de Figueroles 203 msnm | bé integrant del patrimoni cultural català | Torre de Figueroles  | Modifica les dades a Wikidata |
|        | la Canova                | Fontcoberta | masia        |                                                                      | 42° 07′ 54″ N, 2° 46′ 49″ E / 42.131688921282°N,2.78037831873266°E                    |                                            |                      | Modifica les dades a Wikidata |
|        | la Casa Nova d'en Mir    | Fontcoberta | masia        |                                                                      | 42° 08′ 05″ N, 2° 48′ 08″ E / 42.1346918354955°N,2.80225732877235°E                   |                                            |                      | Modifica les dades a Wikidata |
|        | la Pedra                 | Fontcoberta | masia        |                                                                      | 42° 09′ 12″ N, 2° 46′ 43″ E / 42.1532921025715°N,2.77868173781619°E                   |                                            |                      | Modifica les dades a Wikidata |

## muntanya
| imatge | Nom            | Ubicat a    | instància de | Detalls | coordenades                                                      | Protecció | Commons (més fotos) | Dades a WD                    |
| ------ | -------------- | ----------- | ------------ | ------- | ---------------------------------------------------------------- | --------- | ------------------- | ----------------------------- |
|        | Puig Castellar | Fontcoberta | muntanya     |         | 42° 07′ 44″ N, 2° 50′ 11″ E / 42.12888333°N,2.83645°E 200.9 msnm |           |                     | Modifica les dades a Wikidata |
|        | Puig Saguàrdia | Fontcoberta | muntanya     |         | 42° 08′ 28″ N, 2° 47′ 43″ E / 42.1411°N,2.79525°E 206.7 msnm     |           |                     | Modifica les dades a Wikidata |

## nucli de població
| imatge | Nom                 | Ubicat a    | instància de                                      | Detalls | coordenades                                                                | Protecció | Commons (més fotos) | Dades a WD                    |
| ------ | ------------------- | ----------- | ------------------------------------------------- | ------- | -------------------------------------------------------------------------- | --------- | ------------------- | ----------------------------- |
|        | Espasens            | Fontcoberta | nucli de població ens local històric de Catalunya |         | 42° 07′ 34″ N, 2° 50′ 12″ E / 42.126175057235°N,2.8367510865869°E 183 msnm |           | Veïnat d'Espasens   | Modifica les dades a Wikidata |
|        | Veïnat de Can Prat  | Fontcoberta | nucli de població                                 |         | 42° 07′ 08″ N, 2° 48′ 28″ E / 42.118925001498°N,2.8077365240697°E          |           |                     | Modifica les dades a Wikidata |
|        | Veïnat de Mas Ros   | Fontcoberta | nucli de població                                 |         | 42° 07′ 50″ N, 2° 48′ 10″ E / 42.130625023417°N,2.8028613931808°E          |           |                     | Modifica les dades a Wikidata |
|        | el Veïnat d'en Deri | Fontcoberta | nucli de població                                 |         | 42° 08′ 13″ N, 2° 48′ 45″ E / 42.136945671762°N,2.8125222574102°E          |           |                     | Modifica les dades a Wikidata |

## pont
| imatge | Nom                  | Ubicat a    | instància de | Detalls                     | coordenades                                                         | Protecció                                  | Commons (més fotos) | Dades a WD                    |
| ------ | -------------------- | ----------- | ------------ | --------------------------- | ------------------------------------------------------------------- | ------------------------------------------ | ------------------- | ----------------------------- |
|        | Pont de Farga        | Fontcoberta | pont         |                             | 42° 08′ 05″ N, 2° 48′ 27″ E / 42.1348539150884°N,2.80753255527696°E |                                            |                     | Modifica les dades a Wikidata |
|        | Pont de Garrumbert   | Fontcoberta | pont         |                             | 42° 07′ 41″ N, 2° 48′ 00″ E / 42.1281760502332°N,2.79988198664106°E |                                            |                     | Modifica les dades a Wikidata |
|        | Pont de Vall-llobera | Fontcoberta | pont         | Estil: arquitectura popular |                                                                     | bé integrant del patrimoni cultural català |                     | Modifica les dades a Wikidata |

## Misc
| imatge | Nom                                     | Ubicat a              | instància de       | Detalls                                                              | coordenades                                                                                 | Protecció                                            | Commons (més fotos)                      | Dades a WD                    |
| ------ | --------------------------------------- | --------------------- | ------------------ | -------------------------------------------------------------------- | ------------------------------------------------------------------------------------------- | ---------------------------------------------------- | ---------------------------------------- | ----------------------------- |
|        | Clot d'Espolla                          | Fontcoberta Porqueres | zona humida        | Superfície: 4.85ha                                                   | 42° 09′ 04″ N, 2° 46′ 03″ E / 42.1511°N,2.7674°E                                            |                                                      | Clot d'Espolla                           | Modifica les dades a Wikidata |
|        | Forn de Ca l'Anglada                    | Fontcoberta           | teuleria           | Estil: arquitectura popular                                          |                                                                                             | bé integrant del patrimoni cultural català           |                                          | Modifica les dades a Wikidata |
|        | La Farrès                               | Fontcoberta           | veïnat             |                                                                      | 42° 08′ 54″ N, 2° 46′ 47″ E / 42.14828888888889°N,2.7797305555555556°E                      |                                                      |                                          | Modifica les dades a Wikidata |
|        | Mare de Déu de la Pietat de Fontcoberta | Fontcoberta           | oratori            | Estil: arquitectura gòtica arquitectura del Renaixement 16th century | 42° 08′ 36″ N, 2° 47′ 23″ E / 42.143315°N,2.789827°E ca:carretera GIV-5136, km 1,8 206 msnm | bé integrant del patrimoni cultural català           | Capelleta de la Mare de Déu de la Pietat | Modifica les dades a Wikidata |
|        | Polígon industrial Melianta             | Fontcoberta           | polígon industrial |                                                                      | 42° 08′ 53″ N, 2° 46′ 06″ E / 42.1479217987839°N,2.76830415193227°E                         |                                                      |                                          | Modifica les dades a Wikidata |
|        | Rectoria de Vilavenut                   | Fontcoberta           | rectoria           | Estil: arquitectura popular                                          | 42° 08′ 22″ N, 2° 49′ 17″ E / 42.139329°N,2.821255°E                                        | bé integrant del patrimoni cultural català           |                                          | Modifica les dades a Wikidata |
|        | Santa Catalina Tercero                  | Fontcoberta           | vèrtex geodèsic    | Alt: 1.2m                                                            | 42° 07′ 30″ N, 2° 50′ 11″ E / 42.125065°N,2.836256°E 185.624 msnm                           |                                                      |                                          | Modifica les dades a Wikidata |
|        | Torre medieval de Can Pujol             | Fontcoberta           | torre de defensa   | Estil: arquitectura popular                                          | 42° 08′ 32″ N, 2° 47′ 26″ E / 42.142139°N,2.790556°E                                        | bé d'interès cultural bé cultural d'interès nacional |                                          | Modifica les dades a Wikidata |
|        | arbreda de Can Frigola                  | Fontcoberta           | bosc               |                                                                      | 42° 07′ 45″ N, 2° 49′ 00″ E / 42.129102°N,2.816761°E                                        |                                                      |                                          | Modifica les dades a Wikidata |
|        | casa consistorial de Fontcoberta        | Fontcoberta           | casa consistorial  |                                                                      | 42° 08′ 54″ N, 2° 46′ 46″ E / 42.1482816°N,2.7795548°E                                      |                                                      |                                          | Modifica les dades a Wikidata |
|        | castell d'Espasens                      | Fontcoberta           | castell            | 10th century                                                         | 42° 07′ 30″ N, 2° 50′ 11″ E / 42.125134°N,2.836279°E ca:Espasens 182 msnm                   | bé integrant del patrimoni cultural català           | Castell d'Espasens                       | Modifica les dades a Wikidata |
|        | cobert de Can Palol                     | Fontcoberta           | cabana             |                                                                      | 42° 07′ 38″ N, 2° 49′ 37″ E / 42.1273013511909°N,2.82691359944486°E                         |                                                      |                                          | Modifica les dades a Wikidata |
|        | el Molinot                              | Fontcoberta           | molí d'aigua       |                                                                      | 42° 07′ 57″ N, 2° 48′ 54″ E / 42.132446439173°N,2.8149554720849°E 109 msnm                  |                                                      |                                          | Modifica les dades a Wikidata |